# Turó de les Forques (Castellbisbal)
El Turó de les Forques és una muntanya de 162 metres que es troba al municipi de Castellbisbal, a la comarca del Vallès Occidental.
Al cim s'hi pot trobar un vèrtex geodèsic (referència 284122001).